# زقين سنبلاني
زقين سنبلاني (الاسم العلمي:Diascia stachyoides) هو نوع من النباتات يتبع جنس الزقين من الفصيلة الغدبية.